# Норкрос (Минесота)
Норкрос (енгл. Norcross) град је у америчкој савезној држави Минесота.

## Демографија
По попису из 2010. године број становника је 70, што је 11 (18,6%) становника више него 2000. године.
| Група             | 2000.       | 2010.      |
| Белци             | 59 (100,0%) | 52 (74,3%) |
| Афроамериканци    | 0 (0,0%)    | 0 (0,0%)   |
| Азијати           | 0 (0,0%)    | 0 (0,0%)   |
| Хиспаноамериканци | 0 (0,0%)    | 18 (25,7%) |
| Укупно            | 59          | 70         |